# Sarniak świerkowy

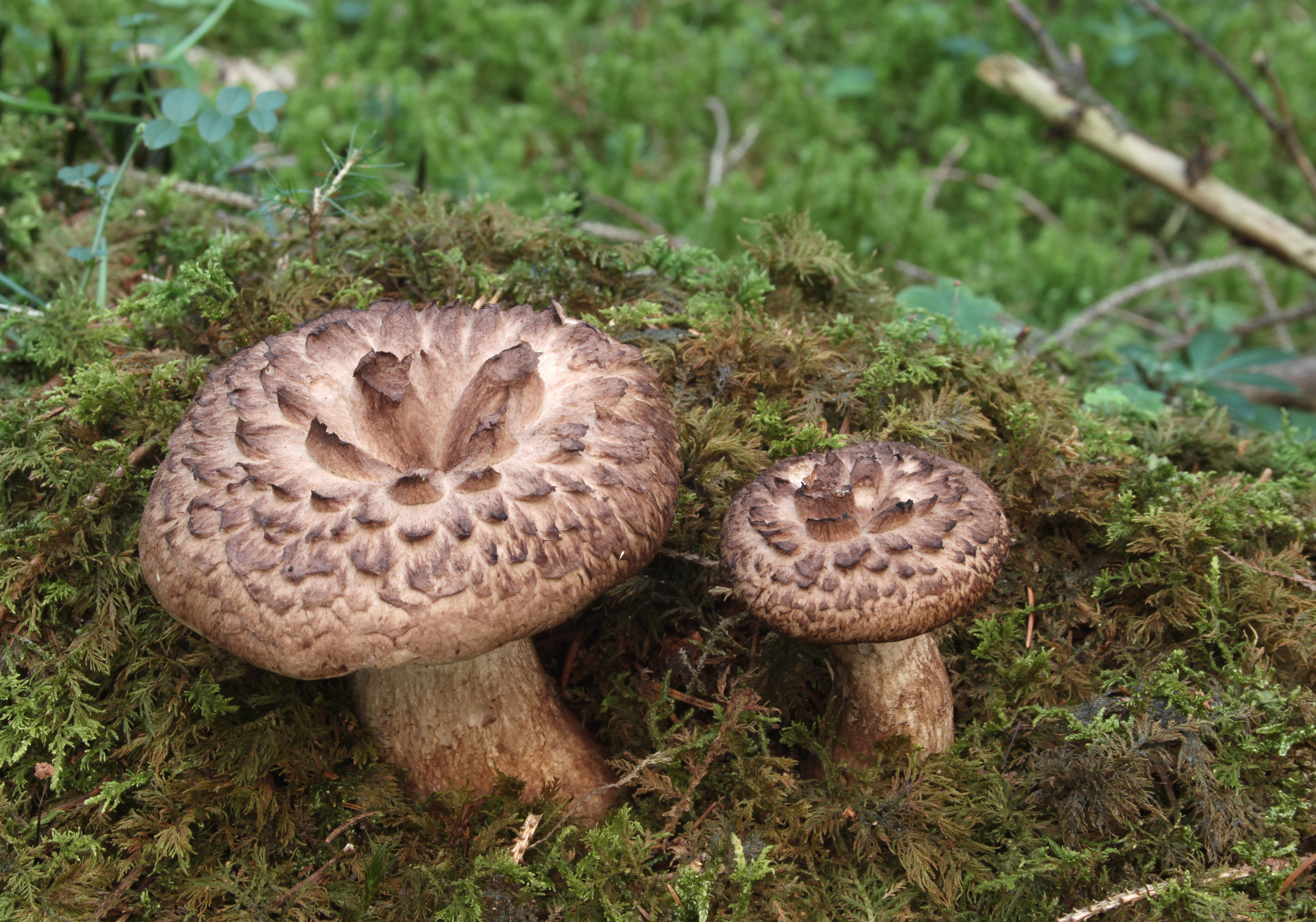

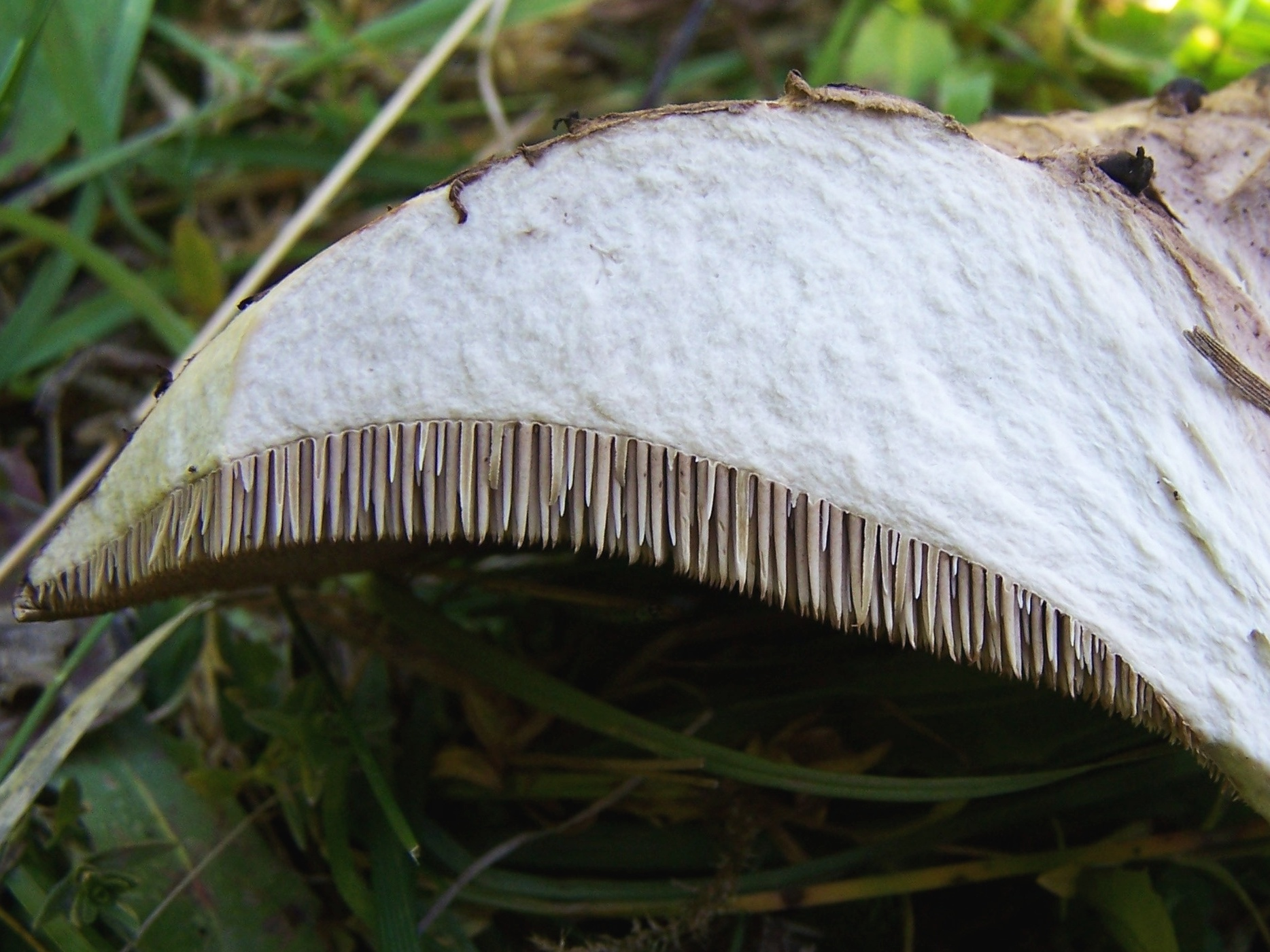

Sarniak świerkowy, sarniak dachówkowaty (Sarcodon imbricatus (L.) P. Karst.) – gatunek grzybów z rodziny kolcownicowatych (Bankeraceae).

## Systematyka i nazewnictwo
Pozycja w klasyfikacji według Index Fungorum: Sarcodon, Bankeraceae, Thelephorales, Incertae sedis, Agaricomycetes, Agaricomycotina, Basidiomycota, Fungi.
Po raz pierwszy takson ten zdiagnozował w 1753 r. Karol Linneusz nadając mu nazwę Hydnum imbricatum. Obecną, uznaną przez Index Fungorum nazwę nadał mu w 1881 r. Petter Adolf Karsten, przenosząc go do rodzaju Sarcodon. Synonimów naukowych ma ponad 30. Niektóre z nich:
- Bankera infundibulum (Sw.) Pouzar 1955
- Hydnum adpressum Lloyd 1916
- Sarcodon aspratus (Berk.) S. Ito 1955
- Sarcodon imbricatus subsp. badius (Pers.) Bourdot & Galzin 1928[4].

Barbara Gumińska i Władysław Wojewoda w 1968 r. nadali taksonowi polską nazwę sarniak dachówkowaty. W 2003 r. Władysław Wojewoda zarekomendował nazwę sarniak świerkowy. W polskim piśmiennictwie mykologicznym gatunek ten opisywany był także jako: kolczak łoszak, kolczak dachówkowaty, łoczak, losuń, sarna, siarna. Nazwy regionalne: kolczak, sarna, łosuń, łoszak, krowia gęba.

## Morfologia
Kapelusz
Grubomięsisty, o średnicy 6–25 cm, płasko wypukły, z wiekiem wgłębiony, początkowo najpierw ma podwinięte brzegi, później staje się płatowato powyginany. Kolor brązowawy z nieco czerwonawym odcieniem. Pokryty na powierzchni grubymi, koncentrycznie ułożonymi łuskami o ciemnej barwie.
Kolce
Zbiegające na trzon, białawe, szare aż do brązowawych. Są gęste i łamliwe.
Trzon
Cylindryczny, o wysokości 3–6 cm i grubości 1–3,5 cm, u podstawy zgrubiały. Początkowo białawy, później brunatniejący, aksamitny lub z przylegającymi włókienkami.
Miąższ
Sprężysty, suchy, początkowo białawy, później siwobrązowy, u podstawy trzonu brunatnawy. Ma przyjemny smak i korzenny zapach.
Wysyp zarodników
Brązowawy. Zarodniki okrągławe z licznymi guzkami, o rozmiarach 6–8 × 5–5,5 μm.
Gatunki podobne
- sarniak sosnowy (Sarcodon squamosus) – ma drobniejsze, mniej odstające od kapelusza łuseczki i rośnie pod sosnami. Morfologicznie jest tak podobny, że kluczowym jest określenie pod jakim drzewem rośnie[8]
- sarniak szorstki (Sarcodon scabrosus) – ma mniejszy kapelusz (do 12 cm) i drobniejsze, przylegające łuski. Miąższ ma gorzkawy smak i u podstawy trzonu błękitnozieloną barwę.
- sarniak fiołkowy (Sarcodon joeides) również ma brązową barwę, ale jego miąższ po przekrojeniu powoli zmienia barwę na fioletową[8].

## Występowanie i siedlisko
Jest szeroko rozprzestrzeniony w Europie i Ameryce Północnej, występuje także w Japonii. W Polsce znajduje się na Czerwonej liście roślin i grzybów Polski. Ma status V – narażony na wyginięcie Nie wszędzie jednak jest rzadki – w niektórych okolicach Polski jest pospolity.
Naziemny grzyb saprotroficzny. Rośnie pojedynczo lub w grupach, w lasach iglastych, przede wszystkim w górskich drzewostanach świerkowych, głównie na glebach kwaśnych i piaszczystych.

## Znaczenie
Grzyb jadalny: Wartość spożywcza i smakowa średnia. Spożywany na surowo może być trujący. Młode sarniaki nadają się do spożycia, starsze są gorzkawe i łykowate. Rzadko jest używany do przerobu, gdyż ciemnieje i brzydko wygląda. Rzadko robaczywieje.
W Polsce był gatunkiem ściśle chronionym, od 9 października 2014 r. został wykreślony z listy gatunków grzybów chronionych.